# 懷特城 (密蘇里州)
懷特城（英語：White City）是位於美國密蘇里州斯通縣的非建制地區。

## 地理
懷特城所處的海拔為高於海平面312米（即1024英呎），而該地所採用的時區為UTC-6，即北美中部時區（CST）。同時該地設有夏令時間，為UTC-6調快一小時，即UTC-5（CDT）。